# شهرستان ستژلین
شهرستان ستژلین (به لهستانی: Powiat Strzelin) یک شهرستان در لهستان است که در استان سیلزی سفلی واقع شده‌است. شهرستان ستژلین ۶۲۲٫۲۷ کیلومتر مربع مساحت و ۴۳٬۸۷۳ نفر جمعیت دارد.